# Assoc
assoc est une commande MS-DOS permettant d'afficher ou modifier les applications associées aux extensions de fichiers.

## Sources & Références
1. ↑  « assoc » , sur Microsoft Learn, 25 mars 2025 (consulté le 19 avril 2025)